# Yves Le Pape
Pour les articles homonymes, voir Le Pape.
Yves Le Pape, né le 12 février 1926 à Pont-l'Abbé et mort le 23 janvier 2016 à Preuilly-sur-Claise, est un sculpteur d'art religieux, spécialiste de la statuaire chrétienne.

## Biographie
Yves Le Pape, d'origine bretonne, est né en février 1926 à Pont-l'Abbé, dans le Finistère,,.

### Débuts artistiques
Ses études le conduisent à Tours, où il est élève à l'École des beaux-arts, selon La Croix ; mais selon Famille chrétienne, il est autodidacte, « sans diplôme ni médailles ».
C'est à Tours qu'il se fixe pour exercer,. Il y construit lui-même son pavillon. 

### Spécialité, technique
Sa spécialité préférée est la Vierge à l'Enfant, dont il sculpte plusieurs milliers d'exemplaires, en soixante-cinq ans. Il s'attache particulièrement à rendre le sourire de la Vierge. Les autres caractéristiques de ses sculptures de la Vierge sont un corps stylisé, de formes douces, le visage rond, souvent incliné, les yeux légèrement plissés pour faire ressortir le sourire, avec une chevelure longue, en vagues.
Le bois qu'il utilise vient principalement du chêne, du châtaignier ou de l'iroko, un bois africain. Il polit ses œuvres à la gouge et au fermoir, sans papier de verre, avec finition à la cire. Il sculpte également sur pierre.

### Difficultés puis succès
Après plusieurs années difficiles, il se rend à Paris pour vendre deux statues à faible prix à un marchand parisien. Celui-ci passe ensuite d'autres commandes, suscite le bouche à oreilles, ce qui commence à le faire connaître.
Il expose en 1979 à l'Orangerie du Palais du Luxembourg. Il reçoit des dédicaces flatteuses, comme celle d'Alain Poher, président du Sénat, ou celle de Sœur Emmanuelle.
Un bon nombre d'églises comme celle des Augustins de Marseille, de chapelles, d'abbayes comme Notre-Dame de Venière, de monastères, de collections privées possèdent une ou plusieurs œuvres de Le Pape.
Il se retire au manoir du Verger, une maison de retraite médicalisée à Véretz, où il expose une partie de ses œuvres en 2013.
Il est mort à Preuilly-sur-Claise, en Indre-et-Loire, le 23 janvier 2016.